# Jean Ulrich Szaniecki
Jean Ulrich Szaniecki, né le 16 décembre 1783 à Plewiska et mort le 19 février 1840 dans le 11e arrondissement de Paris, est un homme politique polonais et insurgé de la révolution du 29 novembre 1830 et ministre dans le Gouvernement national.

## Biographie
Il est avocat et l'un des plus grands juriste polonais du XIXe siècle, vice procureur à Poznań, et Varsovie.
Il est député libéral à la diète du Royaume entre 1825 et 1828, et nommé ministre de la justice dans le Gouvernement national en août 1831.
Il meurt en février 1840. Située dans le cimetière de Montmartre, sa tombe porte l'épitaphe:
« À l'homme du bien

Au vertueux citoyen
Au magistrat intègre
JEAN OLRYCH SZANIECKI
Député Ministre Polonais
né le 29 X-bre 1783
Décédé à Paris le 19 février 1840

Ses frères en exil. »

## Publications